# 逗陣ㄟ
《逗陣ㄟ》（英語：Get Together，台羅：Tàu-tīn--ê，推薦用字：鬥陣的）是一部2013年臺灣·人·情系列的電影。由江淑娜、梁修身、林暉閔、雷洪、楊琪、司徒穎霜、紀欣妤共同演出，於2013年2月8日上映。在2013年5月17日出租本片，2013年6月7日發行出售本片DVD。

## 劇情簡介
正值臺灣十大建設興建時期，鳳飛飛的歌聲風靡大街小巷，年輕人在誕生的金韻獎中唱起屬於自己的歌曲，臺灣棒球隊在世界舞臺屢屢稱霸冠軍。
在臺灣家庭出生長大，重男輕女典型傳統媽媽劉金穗月（江淑娜 飾）與隨國民黨撤退，從陸軍上校退伍後開計程車為業的劉杭生（梁修身 飾），共同在這個奮力打拼的年代省吃儉用，孕育守護家裡的四個孩子：面臨聯考壓力的國三生劉國樑（林暉閔 飾）是家中備受期待與寵愛的長子，正值高三花漾年華的大姊劉芬芬（司徒穎霜 飾）總是貼心又顧家，上有哥哥與姊姊的叛逆國一少女劉盼盼（紀欣妤 飾）排行老三，古靈精怪的么妹劉亮亮（汪筠書 飾）則可愛又懂事，備受大家呵護。
家中最受寵愛的唯一男孩劉國樑幫妹妹劉亮亮一起報名參加全國馬拉松大賽，希望藉此釋放聯考與校園欺淩的種種煩惱，而貼心的大女兒劉芬芬情竇初開卻急壞全家人，劉爸爸與妻子想盡辦法沒收大女兒情書，傷心不已的芬芬因而柔腸寸斷。
在村中吵鬧過著精彩萬分生活的劉家六口，卻因一場幼稚園火燒車的意外擾亂一切．．．么妹劉亮亮深陷火海無法動彈，二姊劉盼盼放學回家目睹過程卻無能為力，劉亮亮能否安然無恙？
劉家人又是否能渡過危機？全村人的祝願與祈禱成為鼓舞他們最重要的力量，他們更沒想到，這場意外也從此改變了所有人的命運......。

## 演員陣容

### 主要角色
| 演員              | 角色     | 角色介紹 |
| 梁修身            | 劉杭生   | 顧家開明的好爸爸；開計程車維生，但後來家中經濟困難，決定將計程車轉賣他人，找上雜貨店老闆幫忙。                       |
| 江淑娜            | 劉金穗月 | 典型的台灣媽媽，拿十五萬借弟弟跟人合夥做生意，導致劉家經濟困難，只剩二百元。                                         |
| 司徒穎霜          | 劉芬芬   | 長女，高三。與林國慶一見鍾情。                                                                                       |
| 林暉閔            | 劉國樑   | 長男。 |
| 紀欣妤 （艾莉兒） | 劉盼盼   | 次女。 |
| 汪筠書            | 劉亮亮   | 么女，在幼稚園火燒車時，勇敢救出其他小朋友，最後被救出時因吸入太多煙陷入昏迷。(在幼稚園上課第一天時把屁孩弄哭的那個) |
| 雷 洪             | 陳天送   | 宋美玲老公，雜貨店老闆。                                                                                             |
| 楊 琪             | 宋美玲   | 陳天送老婆；雜貨店老闆娘；亮亮一直叫她「漂亮的老闆阿姨」。                                                           |

### 其他角色
- 依出場順序

| 演員            | 角色           | 角色介紹                                               |
| 范瑞君          | 周嫚嫚         | 娃娃車駕駛，也是劉太的好友，引薦亮亮進入新幼稚園讀書。 |
| 謝 飛           | 王志偉         | 亮亮玩伴之一。                                         |
| 林思妤          | 芽芽           | 亮亮玩伴之一                                           |
| 李志偉          | 小梨子         | 亮亮玩伴之一                                           |
| 何穎傑          | 饅頭           | 亮亮玩伴之一                                           |
| 沈宜柔          | 盼盼同學       | 與盼盼一起騎摩托車。                                   |
| 陸一龍          | 胖伯伯         | 大陸老兵，愛煮辣子鸡。                                 |
| 莊濠全 （敖犬） | 幼稚園老師     | 亮亮老師。                                             |
| 錢韋杉          | 幼稚園園長     | 思想開明。                                             |
| 李永康          | 營長           | 中校軍官。                                             |
| 高蕾雅          | 原住民鄰居     | 小梨子的媽媽，曾被小梨子吐槽廚藝不精。                 |
| 蕭聖傑          | 林國慶         | 陸軍上尉，喜歡劉芬芬。                                 |
| 周丹薇          | 村幹事         |                                                        |
| 李全忠          | 石伯伯         | 劉家隔壁鄰居，大陸老兵。                               |
| 羅允杉          | 石小妹         | 石伯伯的女兒。                                         |
| 游安順          | 劉金穗月的弟弟 | 跟人合夥做生意，跟姊姊借十五萬。                       |
| 陳慕義          | 修車廠老闆     | 喜歡周媽媽。                                           |
| 余函彌          | 何曉梅         | 陸軍中尉，陪國慶挑禮物。已婚。                         |
| 吳定謙          | 郭先生         | 火燒車事件中，奮勇救人的男子。                         |
| 何曼寧          | 客家人鄰居     | 王志偉的媽媽。                                         |
| 陳思蓉          | 饅頭媽媽       |                                                        |
| 顏嘉樂          | 芽芽媽媽       |                                                        |
| 嚴偉立          | 老李           | 經由陳天送購買劉家計程車。                             |

## 電影歌曲
| 曲別   | 歌曲名稱     | 作詞           | 作曲         | 演唱者                 | 發行                                         |
| 主題曲 | 不要惹我媽媽 | 江淑娜、陳忠宏 | 陳忠宏       | 江淑娜、陳忠宏         |                                              |
| 插曲   | 你儂我儂     | 李抱枕         | 李抱枕       | 劉文正                 | 麗歌唱片廠股份有限公司、歌林音樂股份有限公司 |
| 插曲   | 溫暖的秋天   | 劉家昌         | 劉家昌       | 鳳飛飛                 | 可登音樂經濟股份有限公司                     |
| 插曲   | 造飛機       | 蕭良玫         | 吳開芽       |                        | 台北音樂教育學會、幼福文化事業股份有限公司   |
| 插曲   | 快樂地向前走 | 杜沛仁         | Edith Moller | 高慧君、高蕾雅、安歆澐 | 台北音樂教育學會                             |
| 插曲   | 火金姑       | 莊柏林         | 王明哲       | 紀乃菡                 |                                              |
| 插曲   | 台北的天空   | 陳克華         | 陳復明       | 王芷蕾                 |                                              |

## 爭議事項
- 有部分網友認為"不要惹我媽媽"該曲部分地方與日本團體"M.o.v.e"所演唱的"Noizy Tribe"極為相似,懷疑作曲者陳忠宏未經授權抄襲

## 拍攝地點
- 臺中縣霧峰鄉光復新村
- 臺北市北投區中心新村、台大宿舍、圓山大飯店
- 桃園縣龜山鄉憲光二村
- 桃園市中壢區龍岡大操場
- 桃園市中壢區龍岡圓環

## 外部連結
- 官方網站 （页面存档备份，存于）
- 逗陣ㄟ的Facebook專頁
- Yahoo奇摩電影上《逗陣ㄟ》的資料（繁體中文）
- MSN娛樂上《逗陣ㄟ》的資料（繁體中文）

- 開眼電影網上《逗陣ㄟ》的資料（繁體中文）
- 豆瓣电影上《逗陣ㄟ》的資料 （简体中文）
- 时光网上《逗陣ㄟ》的資料（简体中文）
- 香港影庫上《逗陣ㄟ》的資料（繁體中文）
- 互联网电影数据库（IMDb）上《逗陣ㄟ》的资料（英文）